# Abadía de Tegernsee

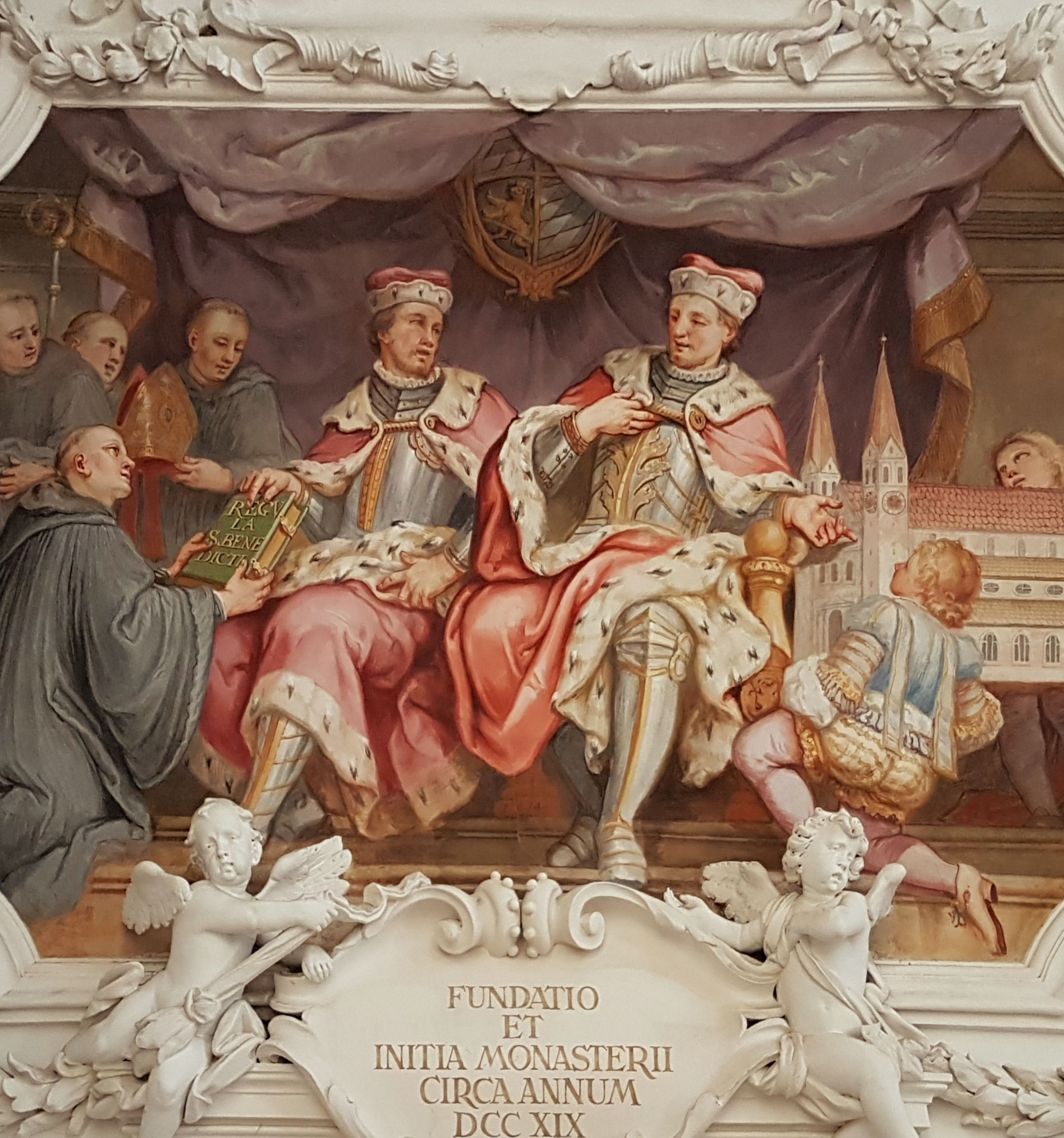
Fundación de la abadía de Tegernsee.

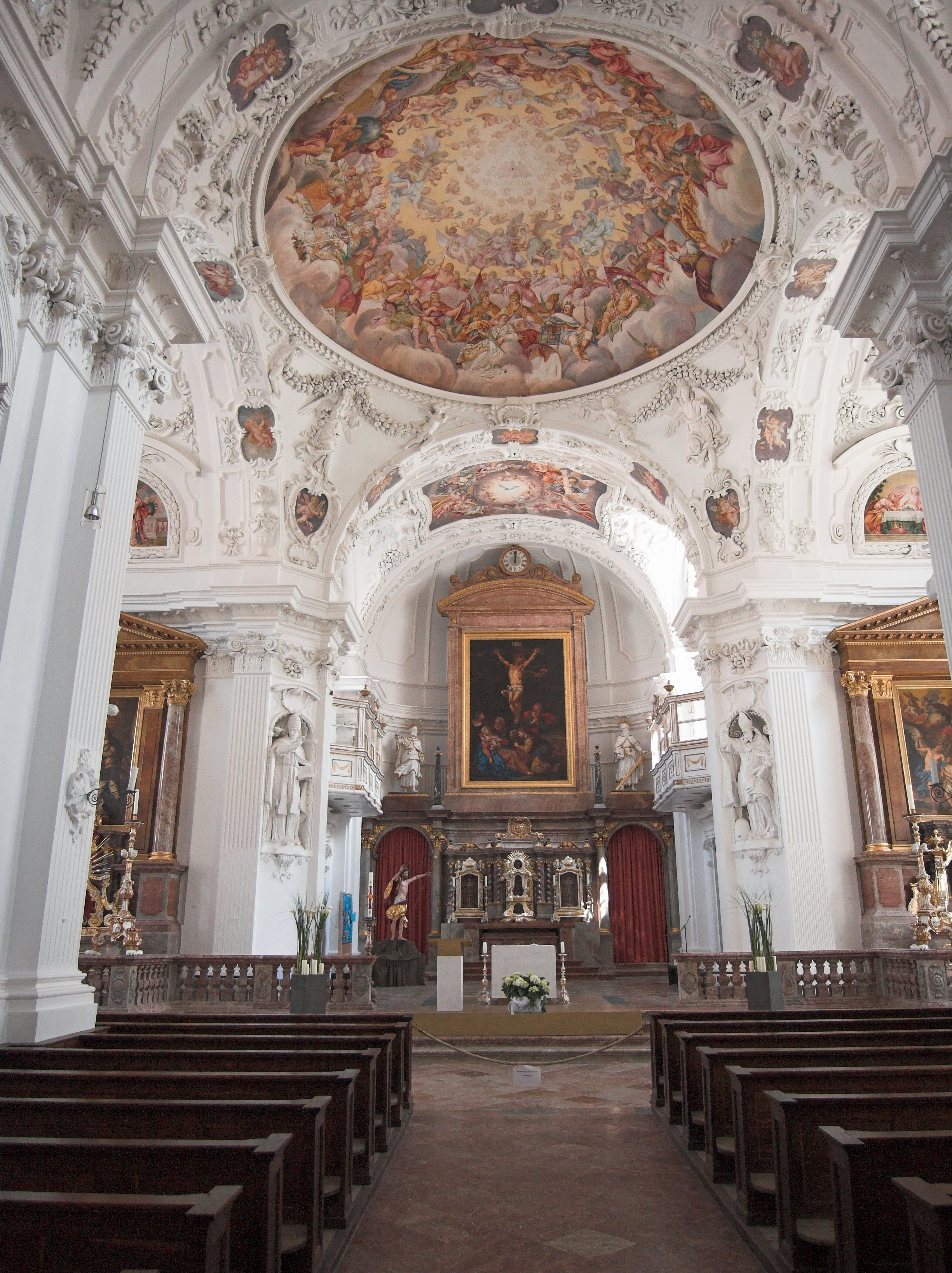
Interior de la basílica de la abadía de Tegernsee.

La abadía de Tegernsee, abadía imperial de Tegernsee o palacio Tegernsee (en alemán: Kloster Tegernsee / Reichsabtei Tegernsee / Schloss Tegernsee) fue un convento de monjes Benedictinos situado en la ciudad de Tegernsee, Baviera. Su nombre en alemán antiguo (tegarin seo) significa gran lago, ya que tanto la abadía como la ciudad que ha crecido alrededor toman su nombre del lago Tegernsee, situado a pocos metros.
Construida en el s. VIII, fue hasta el año 1803 cuando la comunidad benedictina más importante de Baviera se instaló en él. En 1817, los dominios de Tegernsee fueron adquiridos por la Casa de Wittelsbach, la Familia Real de Baviera. Hoy en día, siguen en su posesión.

## Tumbas célebres
En la abadía se encuentran los restos mortales de:
- San Quirino de Roma
- Maximiliano de Baviera
- Ludovica de Baviera
- Carlos Teodoro de Baviera
- Sofía de Sajonia
- Luis Guillermo de Baviera
- María José de Portugal Henriette Mendel